# Gerard Drieman

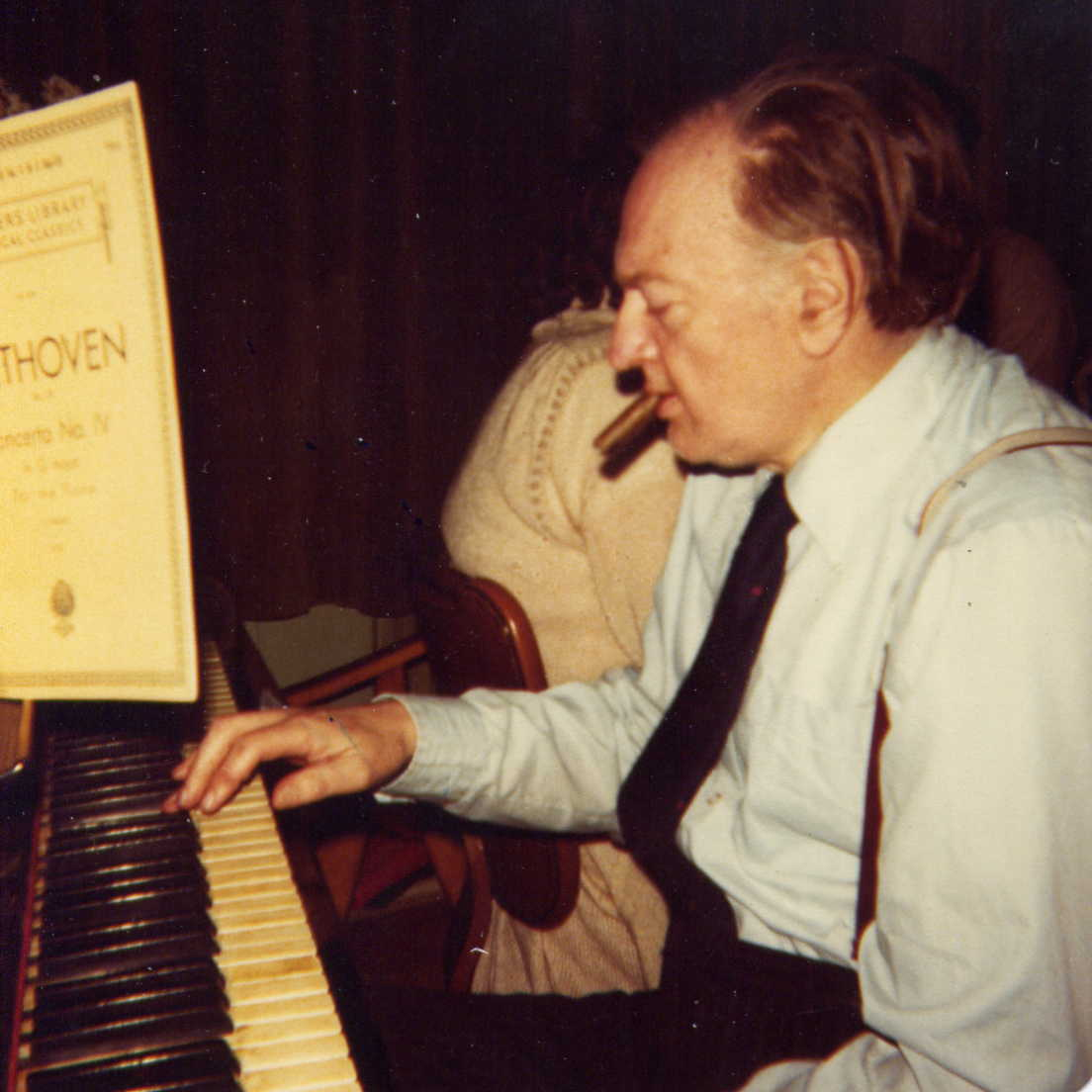
Gerard Driemann (1915–1980)

Gerard Drieman (* 17. Dezember 1915 in Amsterdam; † 2. August 1980 ebenda; vollständiger Name: Gerhardus Hendricus Johannes Drieman) war ein niederländischer Komponist.

## Biografie
Gerard Drieman erhielt ab seinem fünften Lebensjahr Klavierunterricht. Obwohl er ein guter Pianist wurde, konnte er wegen schwerem Asthma nicht am Konservatorium studieren oder auftreten. Weitgehend Autodidakt und sehr gut informiert, begann er im Alter von neunzehn Jahren zu komponieren. Seine frühen Werke sind im neoklassischen symphonischen Stil gehalten.
In den Jahren 1936 und 1937 komponierte er eine umfangreiche Zweite Sinfonie in drei Sätzen, von der nur das Manuskript des dritten Satzes als ein abgeschlossenes Ganzes erhalten ist. Bei näherer Betrachtung erweist sich dieses umfangreiche Finale – seine Dauer beträgt etwa 46 Minuten – als ein umfassendes Konzertstück für Sinfonieorchester und Frauenchor (Sopran), das in sich geschlossen ist. Der lateinische Choral ist dem Hymnus Deus ignee fons animarum des römischen Dichters Prudentius (348- ca. 405) entnommen. Dieser altchristliche Hymnus für die Bestattung der Toten hat 43 vierzeilige Strophen. Drieman verwendet 14 davon und wiederholt in der Coda religiöse Phrasen aus Strophe 41.
Im Jahr 1936 lernte Gerard Drieman den vierzehn Jahre älteren deutschen Komponisten Hans Erich Apostel kennen, der in Wien wohnhaft war. Apostel hatte bei Arnold Schönberg und Alban Berg studiert. In der Folgezeit änderte Drieman seinen Musikstil. Ab 1938 werden seine Kompositionen kürzer und tendierten zunehmend zum Stil der Wiener Schule der Moderne, die auch als Schönberg-Schule bekannt ist. Obwohl die Struktur der späteren Musik Driemans nicht streng seriell ist, enthält sie keine sich wiederholenden Motive. Die Melodie wird zunehmend untergeordnet und vernachlässigbar; Variationen von ‘Klangfeldern‘, Timbre und Tempo werden wesentlich. Ein charakteristisches Merkmal von Driemans Musik ab 1936 sind Sätze mit unüblichen, außerordentlich langsamen Tempi.
Drieman hörte 1951 auf zu komponieren. Von da an studierte er Psychologie an der Universität von Amsterdam. Im Jahr 1962 veröffentlichte er einen fundierten – und in der Folge oft zitierten – Artikel in englischer Sprache über Psycholinguistik. 1954 schrieb Apostel ihm und bedauerte, dass der junge Niederländer aufgehört hatte zu komponieren. Drieman nahm seine musikalische Arbeit jedoch nicht wieder auf. Sein musikalisches Gesamtwerk ist relativ klein. Er starb 1980 im Alter von 64 Jahren in seiner Heimatstadt Amsterdam. Erst nach seinem Tod hat seine Musik Aufmerksamkeit erregt. Die meisten seiner Werke wurden erst posthum veröffentlicht.

## Kompositionen
- Sinfonie Nr. 1 (1935)
- Kammersinfonie (1936)
- Zweite Sinfonie, Finale (3. Satz) (1937)
- Sonatine für Flöte, Oboe und Klarinette (1938)
- Zwei Stücke für Streichquartett (1938)
- Divertimento für Klavier (1939)
- Fünf Stücke für Orchester (1942)
- Fünfunddreißig Miniaturen für Klavier (1945-1946)
- Fünf Stücke für Klavier (1948)
- Sonate für Violine und Klavier (1950)
- Sonatine für Klavier (1950)